# Code 18
Code_18 är ett datorspel i genren visuell roman, som utvecklades och gavs ut av Cyberfront till Playstation Portable, Xbox 360 den 29 september 2011, och till Microsoft Windows den 21 december 2012. Spelet är den fjärde delen i huvudserien inom Infinity, efter Remember 11: The Age of Infinity, och den femte utgivna delen. Manuset skrevs av Run & Gun, och ljudproduktionen sköttes av bandet Milktub.

## Utveckling
Efter att KID, utvecklaren av tidigare spel i Infinity-serien, stängdes ned, köpte Cyberfront rättigheterna till alla KID:s projekt. De anställde gruppen Run & Gun, som främst är känd för otome-spel såsom Skip Beat!, för att skriva spelets manus. Ljudproduktionen gjordes av bandet Milktub.

## Lansering
Spelet gavs ut av Cyberfront till Playstation Portable och Xbox 360 den 29 september 2011 i Japan. Utöver standardutgåvan gjordes en limited edition tillgänglig, som innehåller en bok med konst och illustrationer, en CD med en radioteater, samt en soundtrack-CD med musiken från spelets öppningssekvens och slutsekvens. En Microsoft Windows-version gavs ut den 21 december 2012, både fristående och bundlat med Ever 17: The Out of Infinity. Den japanska organisationen Computer Entertainment Rating Organization har givit spelet åldersrekommendationen C, vilket innebär att det rekommenderas för personer som är minst 15 år.

## Mottagande
Den japanska speltidningen Famitsu gav spelet betyget 26 av 40, bestående av delbetygen 7, 7, 6 och 6.